# Idmidronea fraudulenta
Idmidronea fraudulenta är en mossdjursart som beskrevs av Ostrovsky och Taylor 1996. Idmidronea fraudulenta ingår i släktet Idmidronea och familjen Tubuliporidae.
Artens utbredningsområde är havet kring Nya Zeeland. Inga underarter finns listade i Catalogue of Life.